# Басни Бабрия
Басни Бабрия — сборник басен, опубликованный в начале II века древнегреческим писателем Бабрием. Включал переводы басен Эзопа и оригинальные произведения.
О жизни Бабрия и о его работе над баснями практически ничего не известно. Этот писатель жил предположительно в начале II века. Древнейшие рукописи его басен найдены в египетских папирусах II века на восковых табличках из Пальмиры. 123 басни сохранились в Афонской рукописи (Codex Athous), датированной IX или X веком, 21 басня реконструирована из сохранившихся фрагментов. Кроме того, сохранились 50 басен в прозаическом пересказе. 

## Значение
Начиная с III века басни Бабрия изучались в школах. В IV веке их цитировали Либаний, Фемистий, Василий Кесарийский. В Византии в IX веке басни перелагали в ямбические четверостишия Игнатий Диакон и его подражатели. После этого стихотворные басни Бабрия постепенно были вытеснены прозаическими пересказами.
Юлиан Отступник в письме, написанном в Антиохии в 362/363 году, упоминает одну из басен Бабрия, не сомневаясь, что адресат тоже её знает. Авиан, перечисляя своих предшественников, пишет: «Эти же басни пересказал греческими ямбами Бабрий, сжав их до двух томов». В византийском словаре «Суда» (X век) говорится: «Бабриас, или Бабрий [ сочинял басни или же ямбические басни: они написаны ] холиямбами в 10 книгах. Он переложил некоторые эзоповские басни из их первоначального склада в стихотворный размер, именно — в холиямб».